# Lothar Dittrich

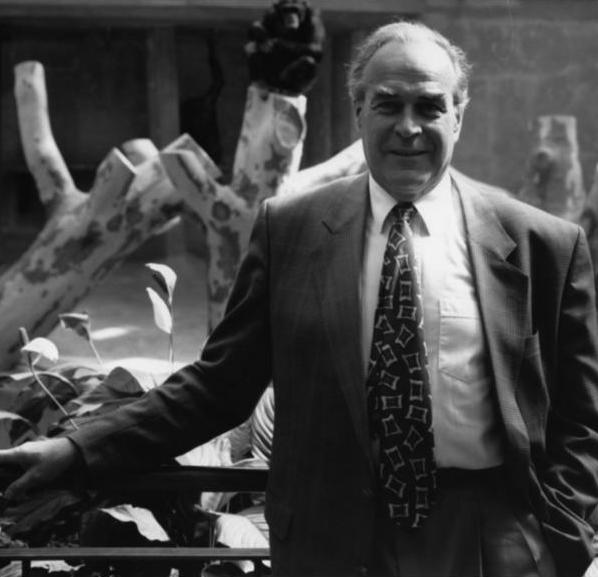
Lothar Dittrich vor der Innenanlage der Schimpansen im Urwaldhaus des Zoos Hannover

Lothar Dittrich (* 20. April 1932 in Magdeburg; † 6. August 2021 in Hannover) war ein deutscher Zoologe und Zoodirektor.

## Werdegang
Lothar Dittrich wurde in Magdeburg als Sohn des Verwaltungs-Oberfeldwebels Walter Dittrich und seiner Ehefrau Luise, geb. Richter geboren. Nach Besuch der Volksschule in Grimma von 1938 bis 1942 und der Fürsten- und Landesschule St. Augustin in Grimma von 1942 bis 1950 studierte er nach dem Abitur bis 1955 Biologie und Parasitologie an der Universität Leipzig. 1960 promovierte zum Dr. rer. nat. über Milchgebißentwicklung und Zahnwechsel bei Braunbären (Ursus arctos L.) und anderen Ursiden.
1954 trat er auf Wunsch des Direktors Karl Max Schneider zunächst unbezahlt, ab 1955 auf einer bezahlten Stelle als Assistent in den Zoo Leipzig ein. Seit dem Jahr war er mit Siegrid verheiratet, mit der er zwei Kinder hatte. 1958 wurde er zum Stellvertreter des Zoodirektors berufen. Im April 1961 verließ die Familie aus politischen Gründen die DDR und übersiedelte in die Bundesrepublik Deutschland.
Zunächst Tierpfleger im Stammhaus der Tierhandelsfirma Ludwig Ruhe in Alfeld (Leine), wurde er 1961 tiergartentechnischer Leiter des seit 1931 von dieser Tierhandlung gepachteten Zoos Hannover. Nach dessen erneuter Übernahme durch die Stadtverwaltung Hannover 1972 leitete er diesen Zoo als Direktor.
Seit 1970 war er Lehrbeauftragter für Tiergartenbiologie an der Tierärztlichen Hochschule Hannover und wurde 1979 zum Honorarprofessor ernannt. 1993 beendete er seine Lehrtätigkeit.
1993 schied er auf eigenen Wunsch aus dem Zoo Hannover aus und widmete sich wissenschaftlichen Arbeiten.

## Tiergartenbiologische Tätigkeit
In seiner Amtszeit im Zoo Hannover wurden aktuelle Haltungserfahrungen in eine neue Gehegegestaltung umgesetzt. Territorial lebende, an Zoobedingungen adaptierte Säugetiere, vornehmlich Huftiere, respektieren ihre Gehegebegrenzung, auch wenn diese für sie physisch überwindbar ist („Hannoverscher Graben“, symbolische Gehegebegrenzung) 1,2.
1973 Schaffung einer Begegnungszone im Zoo Hannover, vorwiegend für Kinder, mit jungen Haustieren, der „Streichelwiese“, unter Aufsicht und Anleitung von Tierpflegern. Sie wurde zum Prototyp ähnlicher Einrichtungen in vielen anderen Tiergärten.
Formulierung von fünf objektivierbaren Kriterien als Nachweis artgerechter Haltungsbedingungen für Wildtiere im Zoo, 3,4. Als Abkehr von der funktionellen Gestaltung von Haltungssystemen entstand 1980 bis 1982 das sog. Urwaldhaus für Menschenaffen, 5. Von 1977 bis 1981 beriet er auf Wunsch der israelischen Gründer tiergartentechnisch Planung und Bau des Zoological Centre Tel Aviv/Ramat Gan, Israel. Von 2001 bis 2014 war er Herausgeber des Lehrbuches zur Zootierhaltung: Tiere in menschlicher Obhut, Band I, Grundlagen, Frankfurt/M.

## Arbeiten

### Zoologische Arbeiten
Auf der Grundlage des Datenmaterials und seiner wissenschaftlichen Auswertung von im Zoo Hannover gezüchteten Säugetieren schrieb er über Themen zur Reproduktionsbiologie und Jugendentwicklung, vor allem von Huftier- und Raubtierarten. Veröffentlicht wurden sie in Zeitschriften wie Der Zoologische Garten, International Zoo Yearbook, Zeitschrift für Säugetierkunde oder Säugetierkundliche Mitteilungen. Weitere Arbeiten erschienen zur Gebissentwicklung bei Indischen Elefanten, 6, sowie bei Breitmaul- bzw. Spitzmaulnashorn, 7, zur Vererbung des Melanismus beim Jaguar, 8, und Albinismus beim europäischen Igel, 9, und zur Masturbation bei Säugetieren, 10. Mit Michael Böer verfasste er eine Monographie über Kirks Rüssel-Dikdik, in der ein abweichender Haltung der Frucht während des Gebärvorganges bei dieser Zwergantilopenart auch bildlich belegt werden konnte, 11.

### Zoohistorische Arbeiten
1994 erhielt er mit Annelore Rieke-Müller einen Forschungsauftrag der Deutschen Forschungsgemeinschaft zur Gründungsgeschichte der deutschen Zoologischen Gärten, 12.
1997- 1998 entstand im Auftrag von Hagenbecks Tierpark, Hamburg, auf der Basis von Archivmaterial der Tierhandlung Hagenbeck in Zusammenarbeit mit Annelore Rieke-Müller eine Biografie Carl Hagenbecks, 13.
Von 1999 bis 2002 war er Mitglied einer interdisziplinären Arbeitsgruppe zur Erforschung der Geschichte und kulturgeschichtlichen Bedeutung des Tiergartens Wien-Schönbrunn, 14. Infolge seiner Tätigkeit in den Jahren 1961 bis 1971 für die Tierhandelsfirma Ruhe und im Archiv Hagenbeck befasste er sich mit der Geschichte des Tierhandels, 15, 16, 17, 18. Er war Mitarbeiter am „Lexikon zur Überseegeschichte“ für die Stichworte Wildtierimport und Tierhandel, hrsg. von Hermann Hiery, Stuttgart 2015.
Es erschienen weiterhin Publikationen über den Einfluss von Architekturstil auf Zoobauten, 19, 20, zur Geschichte des Hannoverschen Zoos, 21, sowie mit Annelore Rieke-Müller zur Geschichte der Wandermenagerien im 18. und 19. Jahrhundert, 22.

### Kulturhistorische Arbeiten
Mit seiner Ehefrau Sigrid Dittrich studierte er seit Mitte der 1970er Jahre die Symbolbedeutung von Tieren in der Tafelmalerei des 14.–17. Jahrhunderts und veröffentlichte mit ihr ein Standardwerk zu diesem Thema, 23. Sie erkannten, nach umfangreichen Studien in europäischen Kunstmuseen und Kirchen, dass im 15. und 16. Jahrhundert vorwiegend im deutschen Kulturraum und in Norditalien der Katalog der tradierten Symboltiere, vorwiegend von Vögeln, um mehrere Tierarten erweitert wurde, die im Volkswissen Ähnlichkeiten mit den etablierten hatten, 24. Auch Körperteile von Sinnbildtieren konnten deren Symbolwert darstellen, 25, 26. Symboltiere charakterisierten Persönlichkeiten auf Bildwerken, 27. Dem Zusammenhang vom Emblem und Tiersymbol wurden Publikationen gewidmet, 28.
Im Jahre 2009 stellte er für die Wilhelm-Busch-Gesellschaft Hannover den zoologischen
Hintergrund für die literarische Figur „Fipps, der Affe“ dar, 29. Weitere kulturhistorische Arbeiten sind im Anhang aufgeführt, 30, 31, 32, 33.

## Naturschutz
In Zusammenarbeit mit der Gesellschaft für Technische Zusammenarbeit (GTZ) wurden 1985 und 1986 im Zoo Hannover gezüchtete Mendesantilopen in Tunesien ausgebürgert, 34. In Deutschland erfolgte die Auswilderung zoogezüchteter Seeadler, Uhus, Steinkäuze, Schleiereulen und Kolkraben.

## Populärwissenschaftliche Tätigkeit, Medienarbeit
Während seines Berufslebens arbeitete er für lokale und überregionale Printmedien, für Rundfunk und Fernsehen. Er verfasste Berichte über Ereignisse in den von ihm betreuten Zoos sowie zum Thema Tierschutz und Wildtierhaltung. Er war Autor und Moderator der Fernsehreihen des ZDF „Aus dem Reich der Tiere“ von 1965 bis 1972 und „Tele-Zoo“ von 1972 bis 1992 für mehr als 100 Filme. 1967 war er Mitbegründer des Vereins der „Zoofreunde Hannover“. Für deren Zeitschrift „Der Zoofreund“ erschienen aus seiner Feder mehr als 100 Beiträge über Ereignisse im Tierbestand des Zoo Hannover. Er nahm wiederholt mit schriftlichen Stellungnahmen in verschiedenen Printmedien an der öffentlichen Diskussion über das Spannungsfeld Wildtierhaltung im Zoo und Tierschutz teil. In „Grzimeks Tierleben“ übernahm er das Kapitel „Säugetiere im Zoo“, Band V, München, 1998.

## Ehrungen
- 1993 Verdienstkreuz I. Klasse des Niedersächsischen Verdienstordens
- 1992 Ehrenmitglied des Vereins der Zoofreunde Hannover

## Publikationen
1. Narrow moats respected as enclosure boundaries by ungulates, Proc. I. Int. Symp. Zoo Design, S. 69–73, Paignton 1975
2. Das Verhalten von Ungulaten an Gehegegräben, Zool. Garten N. F. 44, S. 45–53, 1977
3. Tiergartenbiologische Kriterien einer artgerechten Wildtierhaltung, DTW Nr. 87, S. 275–279, 1982
4. Tiergartenbiologische Kriterien gelungener Adaptation von Wildtieren an konkrete Haltungsbedingungen, in: Klaus Militzer (Hrsg.): Wege zur Beurteilung tiergerechter Haltung bei Labor-, Zoo und Haustieren, Schriften zur Versuchstierkunde, Heft 12, S. 21–33, Berlin, Hamburg 1986
5. Erfahrungen mit einer als "Urwaldhaus" illusionistisch gestalteten Anlage für Menschenaffen im Zoo Hannover, Zool. Garten N. F. 59, S. 241–261, 1989 sowie: Das Urwaldhaus im Zoo Hannover, Hannover 1982
6. Ersatz des Milchzahns durch den Stoßzahn bei Indischen Elefanten, Elephas maximus, Z. Säugetierkde. 39, 58–64, 1974
7. Beobachtungen zum Milchzahndurchbruch bei Spitzmaul- (Diceros bicornis) und Breitmaulnashorn (Ceratotherium simum), Säugetierkdl. Mitt. 22, S. 289–295, 1975
8. Die Vererbung des Melanismus bei Jaguar, Zool. Garten N. F. 49, S. 417–428, 1980
9. Die Vererbung des Albinismus bei westeuropäischen Igel, Erinaceus europaeus, Linné 1758, Säugetierkdl. Mitt. 28, S. 281–286, 1981
10. Beobachtungen zur Masturbation bei Säugetieren im Zoologischen Garten, Zool. Anzeiger 180, S. 299–312, 1968
11. mit Michael Böer: Verhalten und Fortpflanzung von Kirks Rüssel-Dikdiks (Madoqua (Rhynchotragus) kirki) im Zoologischen Garten, Hannover 1980
12. mit Annelore Rieke-Müller: Der Löwe brüllt nebenan. Die Gründung Zoologischer Gärten im deutschsprachigen Raum 1833–1869, Köln 1998
13. mit Annelore Rieke-Müller: Carl Hagenbeck (1844–1913) Tierhandel und Schaustellung im deutschen Kaiserreich, Frankfurt/M. 1998
14. Mitchell G. Ash und Lothar Dittrich (Hrsg.): Menagerie des Kaisers – Zoo der Wiener, 250 Jahre Tiergarten-Schönbrunn, Wien 2002
15. Alfeld, hundert Jahre ein Zentrum des Handels mit fremdländischen Tieren, Jb. Landkreis Hildesheim 1997, S. 57–65 (Geschichte der Tierhandlung Gebrüder Reiche)
16. Wider Fabeltiere und Tiere der Poesie und Mythologie. Zur Geschichte der Schaustellung und des Imports von Wildtieren, Verh. Geschichte und Theorie der Biologie 7, S. 343–365, 2001
17. Schaustellung fremdländischer Tiere im 19. Jahrhundert in Niedersachsen und ihr Import, Nieders. Jb. f. Landesgeschichte 76, 103–113, 2004
18. Der Import von Wildtieren nach Europa – Einfuhren von der Frühen Neuzeit bis zur Mitte des 20. Jahrhunderts, in: Dagmar Schratter und Gerhard Heindl (Hg): Historisches und Aktuelles über Tiererwerb und Tiertransport, S. 1–64, Wien 2007
19. Zoobauten als Ausdruck geistiger Zeitströmungen. Bemerkungen zum Verständnis der historischen Bausubstanz deutscher Zoos, Zool. Garten N. F. 68, 325–331, 1998
20. Warum ein Regenwaldhaus und keine Bärenburg? Über das immaterielle Fundament der Zoobauten, in: Mitchell G. Ash (Hrsg.): Mensch und Tier im Zoo. Der Tiergarten Schönbrunn im internationalen Vergleich vom 18. Jahrhundert bis heute, S. 355–344, Wien 2008
21. Hannovers Zoo und seine Tiere, Hannover 1961; mit Annelore Rieke-Müller: 125 Jahre Zoo Hannover – Ein Garten für Menschen und Tiere: Hannover 1990; Hundertfünfzig Jahre Zoo Hannover, Hann.- Geschichtsblätter 69 S. 59–71, 2015
22. mit Annelore Rieke-Müller: Unterwegs mit wilden Tieren. Wandermenagerien zwischen Belehrung und Kommerz 1750–1850, Marburg/Lahn 1999
23. mit Sigrid Dittrich: Lexikon der Tiersymbole. Tiere als Sinnbilder in der Malerei des 14.–17. Jahrhunderts. (= Studien zur internationalen Architektur- und Kunstgeschichte. Band 22) Imhof, Petersberg 2004, 2. Auflage ebenda 2005.
24. mit Sigrid Dittrich: Tiersubstitute für tradierte Tiersymbole. Die Erweiterung des Kanons von Tieren mit Sinnbildbedeutung in der Tafelmalerei des 15. und 16. Jahrhunderts, Wallraf-Richartz-Jb. 59, S. 123–154, Köln 1998
25. Der zahme Vogel, Sinnbild für die Erziehung der Jugend zur Tugend, Kunst und Antiquitäten 7/8, S. 21–25, 1992. Der Fasan, Zoologische Identität und Ikonographie, Wallraf-Richartz-Jb. 57, S. 101–131, Köln 1996
26. Der Pferdeschädel als Symbol in der niederländischen Malerei des 17. Jahrhunderts, Niederdeutsche Beiträge Kunstgesch. 24, S. 107–118, 1995
27. Mit Tieren gesagt – Sinnbildtiere charakterisieren die im Porträt dargestellte Persönlichkeit, Neuburger Kollektaneenblatt 149, S. 111–122, Neuburg/Donau 2001
28. Emblematische Weisheit und naturwissenschaftliche Realität, in: Rüdiger Klessmann (Hrsg.): Die Sprache der Bilder, Herzog Anton Ulrich-Museum, Braunschweig, S. 21–33, Braunschweig 1978, sowie in: Jb. Int. Germanistik 13, S. 26–60, 1982
29. Busch und Darwin – Fipps und der Affe, in: Satire, Mitt. der Wilhelm-Busch-Gesellschaft Hannover 71, 28–42, Hannover 2009
30. Tierfiguren als Sinnbilder an der Fassade des Neuen Rathauses in Hannover. Hann. Geschichtsblätter NF, 71, 65-73, 2017
31. Realismus und Scheinrealismus auf Bildern des 16. und 17. Jahrhunderts, Naturwissenschaften 81, 383–391, 1994
32. Darstellungen artspezifischer Bewegungs- und Verhaltenssituationen bei Wildtieren im 15. und 16. Jahrhundert, Jb. Kunsthist. Sammlungen in Wien 111, S. 9–17, 1995
33. Wildtiere in der Obhut des Menschen – in der Zeit vom Mittelalter bis zum 19. Jahrhundert, Stud. generale, TiHo Hannover 5, 81–108, Hannover 1987
34. mit Peter Müller und F. Ben Zina: Introduction de l'Antelope Addax (Addax nasomaculatus) dans le Parc National de Bou Hedma, Tunisie, Milu (Berlin), 7, (Sonderheft), S. 30–34, 1989

## Weitere Bücher
- Mit Erich Tylinek: Schimpansenkinder, Wittenberg-Lutherstadt 1963
- Auf Safari in Europa. Meine Streifzüge durch Europas Zoologische Gärten, Hannover 1965
- Lebensraum Zoo – Tierparadies oder Gefängnis? Freiburg 1977
- als Hrsg.: Der Zoo Hannover stellt sich vor, Hannover 1990
- Mit Sigrid Dittrich und Ingrid Faust: Das Bild der Giraffe, Hannover 1993
- Mit Dietrich von Engelhardt und Annelore Rieke-Müller (Hrsg.): Die Kulturgeschichte des Zoos. Berlin 2001.